# Štefka Drolc
Štefka Drolc wł. Štefanija Ana Drolc (ur. 22 grudnia 1923 w Ponikvie, zm. 25 czerwca 2018) – słoweńska aktorka teatralna, telewizyjna i filmowa.

## Życiorys
Štefka Drolc urodziła się w Ponikwie (obecnie we wschodniej Słowenii). Karierę aktorską rozpoczęła w Mariborze. W latach 1945/46, po kilku udanych sezonach jako aktorka, zaczęła pracować w Teatrze Narodowym w Mariborze. W 1948 przeprowadziła się do Triestu i pozostała tam do końca roku 1959. Od 1960 była pełnoprawnym członkiem Słoweńskiego Narodowego Teatru Dramatycznego w Lublanie.
Jako aktorka filmowa zadebiutowała w filmie Na naszej własnej ziemi. Zagrała także w Jesienne kwiaty (1973), Opowieści o dobrych ludziach (1975) i 10 Bracie (1982).
Pracowała jako nauczyciel w Akademii Teatru, Radia, Filmu i Telewizji (AGFRT) w Lublanie.
Za swoją pracę otrzymała nagrodę Prešerena (2009) za całokształt twórczości i Srebrny Order Wolności (1996).
Wyszła za mąż za reżysera Jože Babiča. Zmarła w wieku 94 lat 25 czerwca 2018 roku.

## Tytuły
W 2013 roku została uhonorowana tytułem honorowego obywatela Lublany.